# Psykiskt och socialt omhändertagande vid stora olyckor och katastrofer
Psykiskt och socialt omhändertagande vid stora olyckor och katastrofer, POSOM, är en svensk metod för att hantera krisberedskap. Efter flygolyckan (Partnair Flight 394) med Wilhelmsens rederi utanför Hirtshals den 8 september 1989, då 55 människor omkom, beslöt Statens Räddningsverk att i samverkan med Socialstyrelsen starta utbildning av kommunala krisgrupper, så kallade POSOM-grupper. Begreppet skall inte förväxlas med den ideella organisationen POSOM.

## Organisation
POSOM-grupper finnas i många kommuner. Ibland används istället begreppet krisstödssamordning. Gruppernas sammansättning kan se olika ut, men det är vanligt att representanter från kommunledning, socialförvaltning, skolan, hemsjukvården och kyrkan (olika trossamfund kan ingå). POSOM-gruppen består av en ledningsgrupp och en stödgrupp. Det är ledningsgruppen som tar beslut om mobilisering vid inträffad olycka. POSOM-gruppens deltagare sammankallas med hjälp av främst telefon men även med hjälp av e-post, SMS och i några fall med personsökare.
Det politiska ansvaret för POSOM ligger företrädesvis hos kommunstyrelsen i kommunerna (60 procent). Det ligger hos socialnämnden i 30 procent av kommunerna och hos räddningsnämnden eller annan nämnd i övriga kommuner och stadsdelar.

## POSOM-gruppernas målsättning
Målsättningarna för POSOM-grupperna är att:
- Vara stödpersoner för individer och familjer
- Upprätta informations- och stödcentrum
- Samverka med övriga av olyckan berörda organisationer
- Stödja räddningstjänsten vid debriefingar
- Verka för utbildning av egen organisation

Målsättningarna kan vara olika formulerade i olika kommuner, men formuleringarna brukar handla om att ge den egna kommunens invånare stöd i samband med större olyckor på hemmaplan eller när exempelvis en grupp kommuninvånare råkat illa ut på annan ort.

## Exempel på händelser
- Diskoteksbranden i Göteborg med stöd till anhöriga och överlevande.
- Tsunamikatastrofen i Sydostasien 2004, då man tog hand om återvändande drabbade svenskar och andra skandinaver på flygplatser runt om i landet.

## Övriga exempel
Man har stöttat anhöriga och drabbade vid exempelvis svåra bussolyckor, järnvägsolyckor, bränder, översvämningar och andra mer eller mindre omfattande olyckor och naturkatastrofer där flera människor blivit direkt eller indirekt drabbade. Sommaren 2006 fick flera av landets POSOM-grupper hjälpa återvändande Libanon-svenskar, dels turister, dels till hemlandet återflyttade familjer som nu flydde tillbaka till Sverige. Arbetsuppgifterna för en POSOM-grupp kan därför vara mycket varierande. Ett annat exempel är en större brand i ett bostadshus, där man med hjälp av kommunens bostadsbolag ordnade med nya bostäder åt de drabbade.

## Stödcentrum
Vid inträffad olyckshändelse och beslut om att mobilisera POSOM-gruppen inrättas ett stödcentrum. Man brukar upprätta detta i en skola, församlingshem eller någon av kommunens lokaler. Till stödcentrum kan personer som på något vis är drabbade av olyckshändelsen bege sig för att få stöd. Det kan röra sig om direkt drabbade men oskadade personer (de som är skadade får hjälp av sjukvården), anhöriga, arbetskamrater, grannar, beroende på hur situationen ser ut och vem eller vilka som är drabbade. I största möjliga mån skall man också på stödcentrum informera dem som sökt sig dit om hur läget ser ut och hur räddningsarbetet fortlöper.

## Olycksplatsen
Det är ovanligt att POSOM-gruppen är aktiv på olycksplatsen, man vill vanligtvis ha sin verksamhet avskiljd från denna och upprättar då ett stödcentrum enligt ovan, på annan förutbestämd plats. Det brukar ofta framgå av kommunens hemsida hur POSOM-gruppen är organiserad och vart man kan vända sig för att få stöd vid inträffad olyckshändelse eller naturkatastrof.

## Press och massmedia
Representanter för press och massmedia tas om hand på annat håll, då man inte vill sammanföra dessa med de som på något vis är drabbade. Det brukar vara kommunens pressansvarige som i förekommande fall tillsammans med räddningstjänst och eller polis ordnar med informationsmöten eller presskonferens. Detta arbete brukar organisatoriskt ligga utanför, men parallellt med POSOM-gruppens arbete.

## Samarbete
Vid behov tar man hjälp av kommunens räddningstjänst och polisen. Man tar också i olika omfattning hjälp av frivilligorganisationer som Röda korset.
Det är inte ovanligt att POSOM-grupper hjälper varandra över kommungränser och samordnar övningar och utbildningar. POSOM samarbetar också ofta med landstingets närmaste krisledningsgrupp, PKL-grupp (”psykologisk/psykosocial katastrofledningsgrupp”).